# Droga ekspresowa M5 (Macedonia Północna)
Droga ekspresowa M5 (maced. M5 Полаавтопaт / M5 Polaavtopat) – historyczne oznaczenie drogi w Macedonii łączącej Podmolje, Kozjak i Wełes z granicą z Bułgarią. Od 30 września 2011 roku droga funkcjonuje jako autostrada A3.